# میسون کوک
میسون کوک (انگلیسی: Mason Cook؛ زادهٔ ۲۵ ژوئیهٔ ۲۰۰۰) یک هنرپیشه اهل ایالات متحده آمریکا است. وی از سال ۲۰۰۷ میلادی تاکنون مشغول فعالیت بوده‌است.

## بخشی از فیلمشناسی
از فیلم‌ها یا برنامه‌های تلویزیونی که وی در آن نقش داشته‌است می‌توان به آثار زیر اشاره کرد.
- به گفته جیم (۲۰۰۸)
- آناتومی گری (مجموعه تلویزیونی) (۲۰۰۹)
- داستان زندگی هوپ (۲۰۱۰)
- بچه‌های جاسوس: همه زمان در جهان (۲۰۱۱)
- ذهن‌های جنایتکار (۲۰۱۱)
- ویکتوریوس (۲۰۱۱)
- کلیولند شو (۲۰۱۲)
- کدبانوهای وامانده (۲۰۱۲)
- برت واندراستون باورنکردنی (۲۰۱۲)
- رنجر تنها (فیلم ۲۰۱۳) (۲۰۱۳)
- افسانه‌ها (مجموعه تلویزیونی) (۲۰۱۴)
- دختر جدید (مجموعه تلویزیونی) (۲۰۱۴)
- جهان استیون (۲۰۱۵)
- گریم (مجموعه تلویزیونی) (۲۰۱۵)
- بی‌حرف (۲۰۱۶–۲۰۱۹)